# Nycticeius cubanus
Nycticeius cubanus es una especie de murciélago de la familia Vespertilionidae. En el pasado, era considerado de la subespecie Nycticeius humeralis, siendo elevado a especie por Hall (1981).

## Distribución geográfica
Se encuentra sólo en Cuba.